# Operace Embassy
Operace Embassy byl krycí název pro paradesantní výsadek vyslaný během II. světové války z Anglie na území Protektorátu Čechy a Morava. Byl organizován zpravodajským odborem exilového Ministerstva národní obrany a řazen byl do třetí vlny výsadků.

## Složení a úkoly
Desant tvořili radista rtn. Karol Mladý, četař Jozef Haríň a radista četař Ján Grajzel s radistanicí s krycím názvem Karol. Původně byla skupina určena k vysazení na Slovensku, ale po potlačení SNP byl její úkol změněn. Novým úkolem skupiny bylo posílit výsadek Clay, zpravodajsky působit na severovýchodní Moravě a podílet se na vyzbrojování domácího odboje.

## Činnost
Desant byl vysazen 21. prosince 1944 (několik minut před desantem Tungsten z téhož letadla). Výsadkáři dopadli u obce Prostějovičky, nedaleko německého výcvikového prostoru. Po dopadu se sešli pouze Mladý s Haríněm a materiál byl ztracen. Druhý den byl materiál objeven a bezpečnostní aparát začal po výsadkářích pátrat. Poblíž Břestu měli Mladý a Haríň první ozbrojený střet s německými vojáky, při kterém byl Mladý raněn. Rozhodli se probít na Slovensko. Jejich postup byl ale prozrazen a Mladý padl při přestřelce s příslušníky wehrmachtu na moravsko-slovenském pomezí. Haríň prošel a konce války se dočkal mezi partyzány v partyzánské skupině Rodina. 
Grajzel požádal o pomoc četníka, který ho udal. Gestapo ho dopadlo v Olomouci a po výslechu v Brně strávil zbytek války v koncentračních táborech Flossenbürg a Dachau.